# Santa Cruz de Minas
Santa Cruz de Minas este un oraș în Minas Gerais (MG), Brazilia.